# Fodera
Fodera — американская компания, производящая бас-гитары и аксессуары для них. Бас-гитары Fodera производятся в мастерской, расположенной в Бруклине, Нью-Йорк.

## Краткая история
Винсент Фодера (Vinnie Fodera) и Джоуи Лауриселла (Joey Lauricella) основали свою компанию около 1983 г. после ухода из компании «Ken Smith». Первым инструментом, официально представленным Fodera, была гитара. 
За годы работы Винсентом Фодерой были разработаны несколько новаторских решений. Например, его конструкция вклеенного грифа (Dovetail neck mount), опробованная ещё на ранних моделях «Ken Smith» до сих пор является уникальной. Другим уникальным решением стала, разработанная уже позднее, конструкция «Single cut». Благодаря особой склейке сквозного грифа и верхней части деки, которая продлевалась до 14-го лада, а на некоторых моделях до 12-го, создавалось дополнительное усиление грифа. Такая конструкция позволила уменьшить нагрузку на гриф от натяжения струн, существенно увеличить сустейн, улучшить баланс инструмента, а благодаря особой форме выреза и упразднения «пятки» сделать игру в верхних позициях максимально удобной.
Винсент Фодера не оставил без внимания и сквозной гриф. Ещё работая в «Ken Smith», Фодера сделал часть грифа, которая является частью деки не цельной на всю её толщину, как это делалось обычно, а слоёной как «сэндвич». Подклейка («пятка») клеилась снизу и изготавливалась, как правило, из того же материала что и дека (в дальнейшем Фодера много экспериментировал с породами древесины в поисках уникального звука). Сам гриф в дальнейшем рассекался при фрезеровании слотов под датчики. Это решение позволило добиться интересного результата: сустейн от сквозного грифа сохранился, но существенно увеличилась атака. При этом решился вопрос экономии материалов, так как стало возможным изготавливать два грифа из одной доски.
Бас-гитары Fodera сравнительно дорогие. Их легко отличить по изображению бабочки на головке грифа. Модельный ряд включает Monarch, Emperor, Emperor II, Imperial, Signature, BeezElite, Contrabass, Presentation Contrabass и NYC. Ежегодно компания производит и ограниченное число гитар. 